# 溪河镇 (舒兰市)
溪河镇，是中华人民共和国吉林省吉林市舒兰市下辖的一个乡镇级行政单位。

## 行政区划
溪河镇下辖以下地区：
溪河社区、溪河村、溪浪口村、舒兰站村、双印通村、下洼子村、沿江村、松凤村、民安村、东关村、赵林村和三兴村。